# Kanbun
Kanbun (jap. 漢文) – termin dotyczący języka japońskiego. Określa się nim:
- teksty chińskie okresu dynastii Han
- teksty chińskie sprowadzone do Japonii
- teksty pisane ideogramami chińskimi i odczytywane po japońsku.